# Іґрам
Іґрам (словац. Igram) — село, громада округу Сенець, Братиславський край, південно-західна Словаччина. Кадастрова площа громади — 8,3 км².
Населення 581 особа (станом на 31 грудня 2017 року).

## Історія
Іґрам згадується 1242 року.

## Населення
| Рік:            | 1994. | 2004.    | 2014.   | 2024.   |
| --------------- | ----- | -------- | ------- | ------- |
| Кількість осіб: | 610   | 539      | 557     | 569     |
| Різниця:        |       | -11,63 % | +3,33 % | +2,15 % |

| Рік:            | 2023. | 2024.   |
| --------------- | ----- | ------- |
| Кількість осіб: | 566   | 569     |
| Різниця:        |       | +0,53 % |